# Ali Hamieh
Ali Hamieh (Ali Hamie; arabisch علي حمية, DMG ʿAlī Ḥamiyya; * 1977 in Taraya, Gouvernement Baalbek-Hermel) ist ein libanesischer Politiker (Hisbollah) und Elektroingenieur. Seit September 2021 ist er Minister für öffentliche Arbeiten und Transport in der Regierung Nadschib Miqati.

## Leben und Wirken
Hamieh erlangte einen Abschluss in Elektronik der Libanesischen Universität, einen Master in Kommunikationstechnologie der École nationale d’Ingénieurs de Brest und einen Ph.D. in Elektronik und optischer Kommunikation von der Universität UBO in Frankreich. 2014 erhielt er von der Universität der Westbretagne eine Berechtigung für Forschungsmanagement sowie im Jahr 2014 den Rang eines Professors der Libanesisch-Amerikanischen Universität und 2015 an der Libanesischen Universität. Vor seiner Berufung zum Minister war er Dozent an einer Reihe von Universitäten im Libanon und am Höheren Institut für Doktoranden in Naturwissenschaften und Technologie der Libanesischen Universität. Hamieh gehört der schiitischen Bevölkerungsgruppe an.
Im Herbst 2024, vor dem Hintergrund des Kriegs in Libanon, sorgte Hamieh, obwohl selbst der Hisbollah angehörig, nach diplomatischen Druck aus dem Ausland dafür, dass das Hisbollah-Personal aus dem Flughafen Beirut, den die Partei jahrzehntelang als ihr Territorium betrachtet hatte, verdrängt wurde und die libanesische Armee die Kontrolle über diesen übernahm. Dies geschah auch, um das Risiko zu vermindern, dass der Flughafen ein Angriffsziel der israelischen Streitkräfte wird.